# Harry Spanjer
Harry Spanjer est un boxeur américain né le 9 janvier 1873 à Grand Rapids, Michigan, et mort le 16 juillet 1958 à St. Petersburg, Floride.

## Carrière
Il a remporté aux Jeux olympiques d'été de 1904 à Saint-Louis la médaille d'or dans la catégorie poids légers aux dépens de Jack Egan et la médaille d'argent en poids welters après s'être incliné face à Albert Young.

## Palmarès

### Jeux olympiques
- Jeux olympiques de 1904 à Saint-Louis (poids légers)
- Jeux olympiques de 1904 à Saint-Louis (poids welters)